# سبنسر كيمبل
سبنسر كيمبل (بالإنجليزية: Spencer Kimball)‏، مبرمج حاسوب اشتهر في بداية عمله مع جيمب. في عام 1995 عندما كان طالبا في جامعة كاليفورنيا في بيركلي أصدر الإصدار الأول من جيمب مع صديقه بيتر متيس كمشروع صفي.
تخرج كيمبل بشهادة البكالوريوس في علوم الحاسوب من بيركلي في 1996. وترك كلية العمل وانتهت معظم علاقته بمجتمع تطوير جيمب.
في عام 2000، أسس نسخة من جيمب على الويب OnlinePhotoLab.com ؛ لكنها لم تدم طويلا. بدأ العمل مع جوجل في 2002، وانتقل للعمل في مكاتبها في نيويورك في 2004.